# Стрембо
Стрембо (итал. Strembo) — коммуна в Италии, располагается в провинции Тренто области Трентино-Альто-Адидже.
Население составляет 513 человек (2008 г.), плотность населения составляет 13 чел./км². Занимает площадь 38 км². Почтовый индекс — 38080. Телефонный код — 0465.

## Демография
Динамика населения:

## Администрация коммуны
- Официальный сайт: